# مفوضية

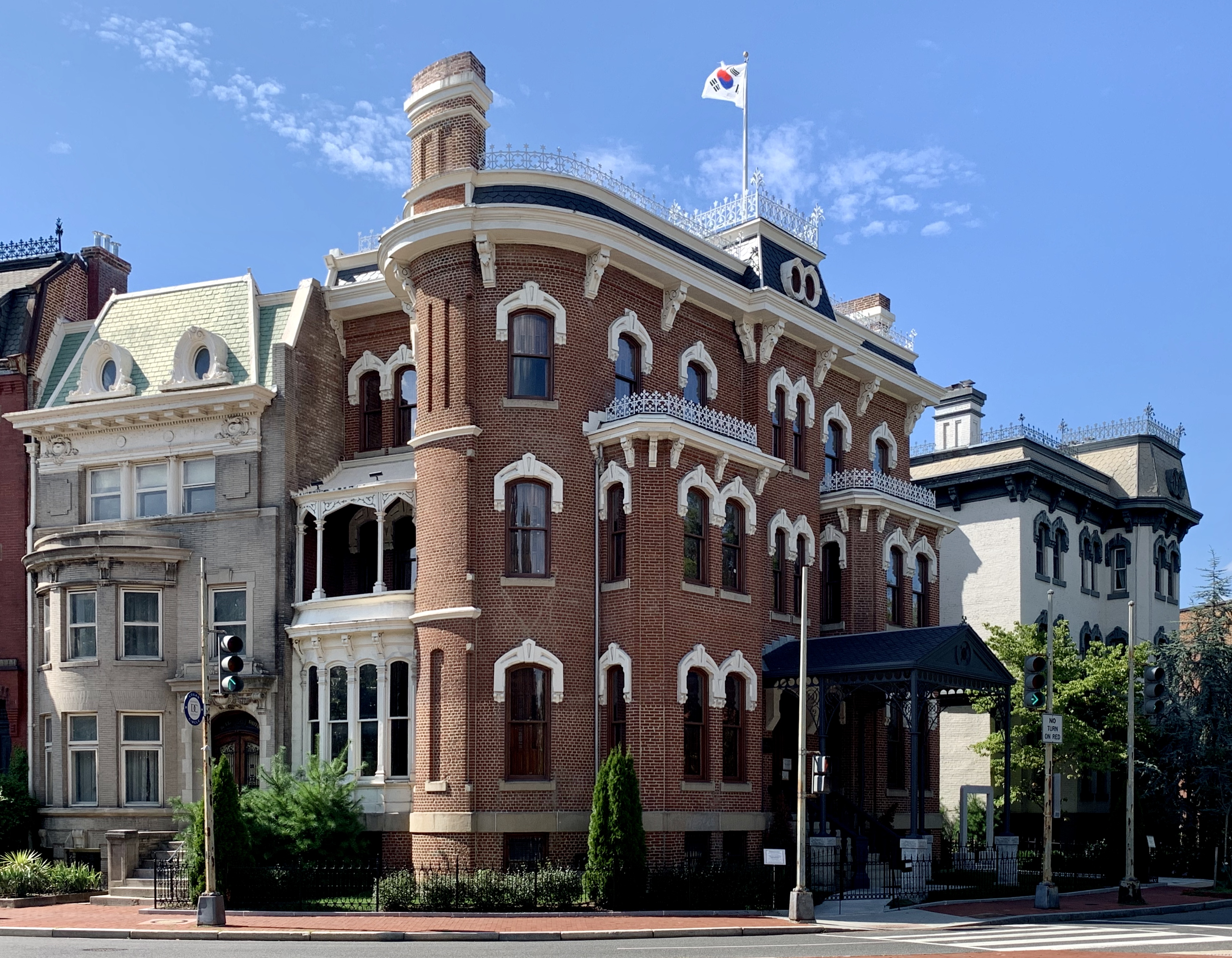
متحف المفوضية الكورية القديمة في واشنطن العاصمة

كانت المفوضية عبارة عن مكتب تمثيلي دبلوماسي من رتبة أقل من السفارة. في حين يرأس السفارة سفير، يترأس المفوضية وزير مفوض. وكان السفراء في مرتبة أعلى من الوزراء وكان لهم الأسبقية في المناسبات الرسمية. كانت المفوضيات في الأصل هي الشكل الأكثر شيوعًا للبعثات الدبلوماسية، لكنها فقدت شعبيتها بعد الحرب العالمية الثانية وتم ترقيتها إلى سفارات.
خلال القرن التاسع عشر والسنوات الأولى من القرن العشرين، كانت معظم البعثات الدبلوماسية بمثابة مفوضيات. كان السفير يُعتبر الممثل الشخصي للملك، لذا فإن الملكيات الكبرى هي التي كانت ترسل سفراء وفقط إلى قوة ملكية كبرى أخرى. الجمهورية أو الملكية الأصغر سترسل فقط وزيرًا وتشكل مفوضية. بسبب المعاملة بالمثل الدبلوماسية، حتى الملكية الكبرى لن تؤسس سوى مفوضية في جمهورية أو ملكية أصغر.  على سبيل المثال، في السنوات الأخيرة للإمبراطورية الفرنسية الثانية، كان لاتحاد شمال ألمانيا سفارة في باريس، بينما كان لدى بافاريا والولايات المتحدة مفوضيات. 
تدريجيًا، تراجعت ممارسة إنشاء مفوضيات، حيث أصبحت السفارة الشكل القياسي للبعثة الدبلوماسية. يعني إنشاء الجمهورية الفرنسية الثالثة والنمو المستمر للولايات المتحدة أن اثنتين من القوى العظمى أصبحتا الآن جمهوريتين. واصلت الجمهورية الفرنسية ممارسة الإمبراطورية الفرنسية المتمثلة في إرسال واستقبال السفراء.  في عام 1893، اتبعت الولايات المتحدة السابقة الفرنسية وبدأت في إرسال السفراء، ورفعت مستوى مفوضياتها إلى السفارات.  تم ترقية آخر المفوضيات الأمريكية المتبقية، في بلغاريا والمجر، إلى سفارات في عام 1966. 
كانت آخر المفوضيات في العالم هي مفوضيات البلطيق،   والتي تمت ترقيتها إلى سفارات في عام 1991 بعد أن أعادت دول البلطيق استقلالها عن الاتحاد السوفيتي، ومفوضيات فنلندا والسويد إلى جنوب إفريقيا، والتي تمت ترقيتها إلى السفارات في عام 1991  و 1994  على التوالي بعد إطلاق سراح نيلسون مانديلا من السجن، حيث كان الفصل العنصري والحظر الدبلوماسي الاسكندنافي المقابل على وشك الانتهاء. 